# 第305步兵師 (德國國防軍)
第305步兵師（德語：305. Infanterie-Division）是納粹德國國防軍陸軍的一個步兵師。該師於1940年12月組建。
該師組建後，在國內待命。1942年4月，該師調往東線，此後一直在當地作戰。
該師於1943年1月斯大林格勒战役期間被殲，同年2月重建，並調至意大利，此後一直在當地作戰。
該師最後於1945年4月在加尔达湖北部向美軍投降。

## 註腳
1. ↑  Mitcham（2007年）